# Stazione di Trento FTM
Stazione di Trento FTM vasútállomás Olaszországban, Trentino-Alto Adige régióban, Trento településen.

## Vasútvonalak
Az állomást az alábbi vasútvonalak érintik:
- Trento–Malè–Marilleva-vasútvonal

## Kapcsolódó állomások
A vasútállomáshoz az alábbi állomások vannak a legközelebb: 
- Stazione di Trento Nord-Zona commerciale (Mezzana railway station, Trento–Malè–Marilleva-vasútvonal)